# Rhytidophyllum cumanense
Rhytidophyllum cumanense là một loài thực vật có hoa trong họ Tai voi. Loài này được (Hanst.) L.E.Skog miêu tả khoa học đầu tiên năm 1976.